# Rocky Marciano
Rocco Francis Marchegiano (Brockton, Massachusetts, 1 de setembro de 1923 — Newton, Iowa, 31 de agosto de 1969) conhecido como Rocky Marciano, foi um lutador de boxe estadunidense que competiu de 1947 a 1955. Foi campeão mundial dos pesos-pesados de 1952 a 1956, e é o único campeão mundial dos pesos pesados na história do boxe profissional a se aposentar invicto, sendo um dos poucos lutadores que encerraram suas carreiras sem nenhuma derrota. Suas seis defesas de título foram contra Jersey Joe Walcott, Roland La Starza, Ezzard Charles (duas vezes), Don Cockell e Archie Moore.  
Conhecido por seu estilo de luta implacável, um formidável poder de perfuração e resistência e excepcionalmente durável do queixo, Marciano foi incluído pelos historiadores de boxe em listas dos maiores pugilistas de todos os tempos, e é atualmente classificado pela BoxRec como o 16º maior boxeador da história. Sua porcentagem de nocautes vitoriosos é de 87,76% e continua a ser uma das mais altas na história do boxe peso-pesado.
Rocky ficou conhecido também por nunca subestimar nenhum de seus adversários, pelo jeito humilde e modesto. Rocky foi o último branco campeão dos pesos pesados por um bom tempo e após sua carreira ter terminado, iniciou-se a supremacia afro-descendente nos ringues que durou até à chegada de Tommy Morrison na década de 1990, e posteriormente, dos irmãos Vitali Klitschko e Wladimir Klitschko, que unificaram os títulos mundiais. A vida profissional do lutador inspirou o filme "Rocky", com Sylvester Stallone no papel principal.

## Primeiros anos de vida
Marciano nasceu e foi criado no lado sul de Brockton, Massachusetts, seus pais eram Pierino Marchegiano e Pasqualina Picciuto. Ambos os pais eram emigrantes da Itália. Seu pai era de Ripa Teatina, Abruzzo, enquanto sua mãe era de San Bartolomeo em Galdo, Campania. Rocky tinha dois irmãos, Louis (também conhecido como Sonny) e Peter, e três irmãs, Alice, Concetta e Elizabeth. Quando tinha cerca de 18 meses de idade, Marciano contraiu pneumonia, da qual quase morreu.
Em sua juventude jogou beisebol com Sonny e David Rooslet (um amigo do bairro de Marciano). Ele freqüentou a Brockton High School, onde jogou beisebol e futebol. No entanto, ele foi cortado do time de beisebol da escola porque se juntou a uma liga da igreja, violando uma regra da escola que proíbe os jogadores de se juntarem a outras equipes. Ele abandonou a escola depois de terminar a décima série.
Marciano, então, trabalhou como ajudante em caminhões de entrega para a Brockton Ice and Coal Company. Ele também trabalhou como escavador de estrada de ferro e sapateiro. Rocky também foi morador de Hanson, Massachusetts; a casa em que ele morava ainda fica na Main Street.
Em março de 1943, Marciano foi convocado para o Exército dos Estados Unidos por um período de dois anos. Estabelecido em Swansea, no País de Gales, ele ajudou a transportar suprimentos pelo Canal da Mancha até a Normandia. Depois que a Segunda Guerra Mundial terminou, ele completou seu serviço em março de 1946 em Fort Lewis, Washington. 

## Carreira no boxe

### Amador
O recorde amador de Marciano foi declarado como tendo 8 vitórias e 4 derrotas, enquanto outras fontes afirmam ser 9–4.[carece de fontes?] Enquanto aguardava a dispensa militar, Marciano representou o Exército e venceu o torneio de boxe das Forças Armadas Amadoras de 1946. Sua carreira amadora foi brevemente interrompida em 17 de março de 1947, quando Marciano entrou no ringue como competidor profissional no Valley Arena Gardens de Holyoke, Massachusetts, sendo considerado "Rocky Mackianno of Westover Field". Naquela noite, ele nocauteou o lutador local Lee Epperson em três rounds. Em um movimento incomum, Marciano voltou para a carreira amadora e lutou nas luvas de ouro do torneio All-East Championship em março de 1948. Ele foi controversamente espancado por Coley Wallace. Ele continuou a lutar como amador durante a primavera e competiu nos testes olímpicos da AAU no Boston Garden. Lá, ele nocauteou George McInnis, mas machucou as mãos durante a luta e foi forçado a se retirar do torneio. Essa foi a sua última luta amadora.
No final de março de 1947, Marciano e vários amigos viajaram para Fayetteville (Carolina do Norte), para experimentar o Fayetteville Cubs, uma equipe agrícola do time de beisebol Chicago Cubs. Marciano durou três semanas antes de ser cortado. Depois de não conseguir encontrar um lugar em outro time, ele voltou para Brockton e começou o treinamento de boxe com o amigo de longa data Allie Colombo. Al Weill e Chick Wergeles serviram como seus gerentes e Charley Goldman como seu treinador e professor.

### Profissional
Embora ele tenha tido uma luta profissional (contra Lee Epperson) em seu registro, Marciano começou a lutar permanentemente como boxeador profissional em 12 de julho de 1948. Naquela noite, ele conseguiu uma vitória sobre Harry Bilizarian (3-6-0). Ele ganhou seus primeiros 16 duelos por nocaute, todos antes do quinto round e nove antes do primeiro round acabar. Don Mogard (17–9–1) tornou-se o primeiro pugilista a durar até o fim (com 10 rounds regulares), mas Marciano venceu por decisão unânime.
No início de sua carreira, ele mudou a grafia do sobrenome Marchegiano. O locutor do ringue em Providence, Rhode Island, não conseguiu pronunciar Marchegiano, então o treinador de Marciano, Al Weill, sugeriu que criassem um pseudônimo. A primeira sugestão foi Rocky Mack, que Marciano rejeitou. Ele decidiu ir com o mais italiano "Marciano".
Marciano venceu mais três lutas por nocaute e, em seguida, ele lutou com Ted Lowry (58-48-9). Marciano manteve sua série de vitórias vivo, derrotando Lowry por decisão unânime. Mais quatro vitórias seguidas foram disputadas em 19 de dezembro de 1949, com Phil Muscato (56–20–0), um experiente peso-pesado de Buffalo, Nova York, sendo o primeiro “lutador” que Marciano enfrentou. Três semanas depois dessa luta, Marciano venceu Carmine Vingo (16-1 por 1) por um nocaute no sexto round em Nova York que quase matou Vingo.

#### Marciano vs. La Starza
Em 24 de março de 1950, Marciano lutou contra Roland La Starza, vencendo por decisão dividida. La Starza pode ter chegado mais perto de derrotar Marciano do que qualquer outro boxeador como profissional. A pontuação para a luta foi de 5 a 4, 4 a 5 e 5 a 5. Marciano ganhou em um sistema de pontos suplementares usado por Nova York e Massachusetts naquela época. O sistema de pontuação não deu um ponto extra por um knockdown e Marciano marcou um knockdown na luta. O árbitro Watson foi quem decidiu a luta, marcando mais pontos para Marciano. Ambos os pugilistas estavam invictos antes da luta, com o recorde de La Starza em 37-0.

#### Lutas subsequentes
Marciano marcou mais três nocautes seguidos antes de uma revanche com Lowry (61-56-10), Marciano novamente venceu por decisão unânime. Depois disso, ele marcou mais quatro nocautes e, após uma decisão sobre Red Applegate (11–14–2) no final de abril de 1951, ele apareceu na televisão em rede nacional pela primeira vez, nocauteando Rex Layne (34–1–2) em seis rounds no dia 12 de julho de 1951.
Em 27 de outubro de 1951, Marciano, de 28 anos, enfrentou Joe Louis, de 37 anos. Marciano derrotou o adversário naquela que seria a última luta de Louis em sua carreira. Depois de mais quatro vitórias, incluindo vitórias sobre Lee Savold de 35 anos (96–37–3) e Harry Matthews (81–3–5), Marciano recebeu uma chance para brigar pelo título mundial.

#### Lutas de campeonato
Marciano, de 29 anos, enfrentou o campeão mundial de pesos-pesados, Joe Walcott, de 38 anos, na Filadélfia, em 23 de setembro de 1952. Walcott derrotou Marciano no primeiro round e construiu uma vantagem de pontos. No round 13, Walcott usou um golpe que era sua marca registrada com a sua mão direita, mas um golpe de Marciano lhe acertou primeiro, um poderoso gancho de direita fazendo com que Walcott caísse de joelhos com o braço sobre as cordas. Ele ficou imóvel muito tempo depois de ter sido atingido e Marciano se tornou o novo Campeão Mundial dos pesos-pesados. No momento da interrupção, Walcott liderava todos os scorecards 8–4, 7–5 e 7–4.
Sua primeira defesa veio um ano depois - uma revanche contra Walcott, de 39 anos, que desta vez foi nocauteado no primeiro round. Em seguida, foi a vez de Roland La Starza desafiar Marciano. Depois de construir uma pequena vantagem no placar dos juízes durante as rodadas intermediárias, Marciano venceu a revanche por um nocaute técnico no round 11.
Depois disso vieram duas lutas consecutivas contra o ex-campeão mundial de pesos pesados e lenda dos meio-pesados Ezzard Charles, 33, que se tornou o único homem a durar 15 rounds contra Marciano. Marciano venceu a primeira luta em pontos e a segunda por um nocaute no oitavo round. Então, Marciano conheceu o campeão britânico e europeu Don Cockell. Marciano o nocauteou no nono round.
A última disputa pelo título de Marciano foi contra Archie Moore, de 38 anos, em 21 de setembro de 1955. A luta estava marcada para 20 de setembro, mas por causa dos avisos de furacão, teve que ser adiada por um dia. Marciano foi derrubado por uma contagem de quatro no segundo round, mas se recuperou e manteve o título com um nocaute no round nove.
Marciano anunciou sua aposentadoria em 27 de abril de 1956, aos 32 anos. Ele terminou sua carreira com 49 vitórias e nenhuma derrota.

## A vida depois do boxe
Marciano considerou um retorno em 1959 quando Ingemar Johansson ganhou o título dos pesos-pesados de Floyd Patterson em 26 de junho de 1959. Depois de apenas um mês de treinamento em quase quatro anos, Marciano decidiu desistir e nunca mais considerou seriamente um retorno.
Após sua aposentadoria, Marciano entrou no mundo da televisão, aparecendo pela primeira vez no Combat! no episódio "Masquerade" e, em seguida, em um programa semanal de boxe na TV em 1961. Por um breve período, ele trabalhou como árbitro de solução de problemas no wrestling (Marciano era um bom wrestler no ensino médio). Ele continuou como árbitro e comentarista de boxe em lutas de boxe por muitos anos. Ele também atuou nos negócios como sócio e vice-presidente da Papa Luigi Spaghetti Dens, uma franquia de São Francisco formada por Joe Kearns e James Braly. Ele construiu uma casa personalizada em Wilton Manors, Flórida, um subúrbio de Fort Lauderdale. A casa ainda está no mesmo local até os dias atuais.
No final de julho de 1969, pouco antes de sua morte, Marciano participou das filmagens do filme The Superfight: Marciano vs. Ali. Os dois pugilistas foram filmados lutando, em seguida, o filme foi editado para coincidir com uma simulação de computador de uma luta hipotética entre eles, cada um em seu auge. Foi ao ar em 20 de janeiro de 1970, com uma versão tendo Marciano ganhando e a segunda versão tendo Ali vencendo.

## Morte
Em 31 de agosto de 1969 (véspera de seu 46.º aniversário), Marciano era passageiro de um pequeno avião particular, um Cessna 172 indo para Des Moines, Iowa. Era noite e o mau tempo se instalara. O piloto, Glenn Belz, tinha 231 horas totais de tempo de voo, 35 delas à noite e não possuíam classificação de instrumentos. Belz tentou pousar o avião em um pequeno aeródromo nos arredores de Newton, Iowa, mas a aeronave atingiu uma árvore a três quilômetros da pista. Voando com Marciano no banco de trás estava Frankie Farrell, 28 anos, o filho mais velho de Lew Farrell, um ex-boxeador que conhecia Marciano desde a infância. Marciano, Belz e Farrell foram mortos no impacto.
O relatório do National Transportation Safety Board disse: "O piloto tentou uma operação que excedeu sua experiência e nível de habilidade, continuou as regras de voo visual sob condições climáticas adversas e experimentou desorientação espacial nos últimos momentos do voo." Marciano estava a caminho de dar um discurso para apoiar o filho de seu amigo e havia uma festa de aniversário surpresa esperando por ele. Ele esperava voltar no início da manhã para sua celebração de 46 anos com sua esposa. Ele estava vindo de um jantar em Chicago na casa do CEO do STP, Andy Granatelli.
Marciano está enterrado em uma cripta no cemitério Forest Lawn Memorial em Fort Lauderdale, Flórida. Sua esposa, Barbara Marciano, morreu cinco anos depois, aos 46 anos, devido ao câncer de pulmão, e está sepultada ao lado dele.

## Legado
Sua carreira nos ringues também seria uma das inspiradoras para a criação dos filmes Rocky de Sylvester Stallone, juntamente com outros grandes campeões do boxe dos Estados Unidos. Em 1999 foi lançado um filme para TV, contando sua vida e sua carreira, o nome do filme é "Rocky Marciano". Além de vários livros escritos em sua homenagem, valendo destacar o "Rocky Marciano, Biography of a First Son".

## Resultados no Boxe
Foi um dos campeões mundiais no boxe a encerrar a carreira invicto, somando 49 vitórias, nenhum empate e nenhuma derrota.
| 49 Vitórias (43 nocautes, 6 decisão dos juízes), 0 Derrotas, 0 Empates |           |         |                    |      |               |             |                                           |                                             |
| No.                                                                    | Resultado | Recorde | Oponente           | Tipo | Round, tempo  | Data        | Local                                     | Notas                                       |
| 49                                                                     | Vitória   | 49–0    | Archie Moore       | KO   | 9 (15), 1:19  | 21 Set 1955 | Yankee Stadium, Nova York                 | Retém o título mundial de pesos pesados     |
| 48                                                                     | Vitória   | 48–0    | Don Cockell        | TKO  | 9 (15), 0:54  | 16 Mai 1955 | Kezar Stadium, São Francisco, Califórnia  | Retém o título mundial de pesos pesados     |
| 47                                                                     | Vitória   | 47–0    | Ezzard Charles     | KO   | 8 (15), 2:36  | 17 Set 1954 | Yankee Stadium, Nova York                 | Retém o título mundial de pesos pesados     |
| 46                                                                     | Vitória   | 46–0    | Ezzard Charles     | DU   | 15            | 17 Jun 1954 | Yankee Stadium, Nova York                 | Retém o título mundial de pesos pesados     |
| 45                                                                     | Vitória   | 45–0    | Roland La Starza   | TKO  | 11 (15)       | 24 Set 1953 | Polo Grounds, Nova York                   | Retém o título mundial de pesos pesados     |
| 44                                                                     | Vitória   | 44–0    | Jersey Joe Walcott | KO   | 1 (15), 2:25  | 15 Mai 1953 | Chicago Stadium, Chicago, Illinois        | Retém o título mundial de pesos pesados     |
| 43                                                                     | Vitória   | 43–0    | Jersey Joe Walcott | KO   | 13 (15), 0:43 | 23 Set 1952 | Municipal Stadium, Filadélfia             | Conquista o título mundial de pesos pesados |
| 42                                                                     | Vitória   | 42–0    | Harry Matthews     | KO   | 2 (10), 2:04  | 28 Jul 1952 | Yankee Stadium, Nova York                 |                                             |
| 41                                                                     | Vitória   | 41–0    | Bernie Reynolds    | KO   | 3 (10), 2:21  | 12 Mai 1952 | Auditorium, Providence, Rhode Island      |                                             |
| 40                                                                     | Vitória   | 40–0    | Gino Buonvino      | KO   | 2 (10), 1:35  | 21 Abr 1952 | Auditorium, Providence, Rhode Island      |                                             |
| 39                                                                     | Vitória   | 39–0    | Lee Savold         | RTD  | 6 (10), 3:00  | 13 Fev 1952 | Convention Hall, Filadélfia, Pennsylvania |                                             |
| 38                                                                     | Vitória   | 38–0    | Joe Louis          | TKO  | 8 (10)        | 26 Out 1951 | Madison Square Garden, Nova York          |                                             |
| 37                                                                     | Vitória   | 37–0    | Freddie Beshore    | KO   | 4 (10), 0:50  | 27 Ago 1951 | Boston Garden, Boston, Massachusetts      |                                             |
| 36                                                                     | Vitória   | 36–0    | Rex Layne          | KO   | 6 (10), 0:35  | 12 Jul 1951 | Madison Square Garden, Nova York          |                                             |
| 35                                                                     | Vitória   | 35–0    | Willis Applegate   | DU   | 10            | 30 Abr 1951 | Auditorium, Providence, Rhode Island      |                                             |
| 34                                                                     | Vitória   | 34–0    | Art Henri          | TKO  | 9 (10), 2:51  | 26 Mar 1951 | Auditorium, Providence, Rhode Island      |                                             |
| 33                                                                     | Vitória   | 33–0    | Harold Mitchell    | TKO  | 2 (10), 2:45  | 20 Mar 1951 | Auditorium, Hartford, Connecticut         |                                             |
| 32                                                                     | Vitória   | 32–0    | Keene Simmons      | TKO  | 8 (10), 2:54  | 29 Jan 1951 | Auditorium, Providence, Rhode Island      |                                             |
| 31                                                                     | Vitória   | 31–0    | Bill Wilson        | TKO  | 1 (10), 1:50  | 18 Dez 1950 | Auditorium, Providence, Rhode Island      |                                             |
| 30                                                                     | Vitória   | 30–0    | Ted Lowry          | DU   | 10            | 13 Nov 1950 | Auditorium, Providence, Rhode Island      |                                             |
| 29                                                                     | Vitória   | 29–0    | Johnny Shkor       | TKO  | 6 (10), 1:28  | 18 Set 1950 | Auditorium, Providence, Rhode Island      |                                             |
| 28                                                                     | Vitória   | 28–0    | Gino Buonvino      | TKO  | 10 (10), 0:25 | 10 Jul 1950 | Braves Field, Boston, Massachusetts       |                                             |
| 27                                                                     | Vitória   | 27–0    | Eldridge Eatman    | TKO  | 3 (10)        | 5 Jun 1950  | Auditorium, Providence, Rhode Island      |                                             |
| 26                                                                     | Vitória   | 26–0    | Roland La Starza   | DD   | 10            | 24 Mar 1950 | Madison Square Garden, Nova York          |                                             |
| 25                                                                     | Vitória   | 25–0    | Carmine Vingo      | KO   | 6 (10), 1:46  | 30 Dez 1949 | Madison Square Garden, Nova York          |                                             |
| 24                                                                     | Vitória   | 24–0    | Phil Muscato       | TKO  | 5 (10), 1:15  | 19 Dez 1949 | Auditorium, Providence, Rhode Island      |                                             |
| 23                                                                     | Vitória   | 23–0    | Pat Richards       | TKO  | 2 (8), 0:39   | 2 Dez 1949  | Madison Square Garden, Nova York          |                                             |
| 22                                                                     | Vitória   | 22–0    | Joe Dominic        | KO   | 2 (10), 2:26  | 7 Nov 1949  | Auditorium, Providence, Rhode Island      |                                             |
| 21                                                                     | Vitória   | 21–0    | Ted Lowry          | DU   | 10            | 10 Out 1949 | Auditorium, Providence, Rhode Island      |                                             |
| 20                                                                     | Vitória   | 20–0    | Tommy DiGiorgio    | KO   | 4 (10), 2:04  | 26 Set 1949 | Auditorium, Providence, Rhode Island      |                                             |
| 19                                                                     | Vitória   | 19–0    | Pete Louthis       | KO   | 3 (10)        | 16 Ago 1949 | New Page Arena, New Bedford, MA           |                                             |
| 18                                                                     | Vitória   | 18–0    | Harry Haft         | KO   | 3 (10), 2:21  | 18 Jul 1949 | Auditorium, Providence, Rhode Island      |                                             |
| 17                                                                     | Vitória   | 17–0    | Don Mogard         | DU   | 10            | 23 Mai 1949 | Auditorium, Providence, Rhode Island      |                                             |
| 16                                                                     | Vitória   | 16–0    | Jimmy Evans        | TKO  | 3 (10)        | 2 Mai 1949  | Auditorium, Providence, Rhode Island      |                                             |
| 15                                                                     | Vitória   | 15–0    | Jimmy Walls        | KO   | 3 (10), 2:44  | 11 Abr 1949 | Auditorium, Providence, Rhode Island      |                                             |
| 14                                                                     | Vitória   | 14–0    | Artie Donato       | KO   | 1 (10), 0:33  | 28 Mar 1949 | Auditorium, Providence, Rhode Island      |                                             |
| 13                                                                     | Vitória   | 13–0    | Johnny Pretzie     | TKO  | 5 (10), 1:46  | 21 Mar 1949 | Auditorium, Providence, Rhode Island      |                                             |
| 12                                                                     | Vitória   | 12–0    | Gilley Ferron      | TKO  | 2 (6), 2:21   | 14 Dez 1948 | Convention Hall, Filadélfia               |                                             |
| 11                                                                     | Vitória   | 11–0    | James Connolly     | TKO  | 1 (8), 1:57   | 29 Nov 1948 | Auditorium, Providence, Rhode Island      |                                             |
| 10                                                                     | Vitória   | 10–0    | Bob Jefferson      | TKO  | 2 (6), 2:30   | 4 Out 1948  | Auditorium, Providence, Rhode Island      |                                             |
| 9                                                                      | Vitória   | 9–0     | Gilbert Cardone    | KO   | 1 (4), 0:36   | 30 Set 1948 | Uline Arena, Washington, D.C.             |                                             |
| 8                                                                      | Vitória   | 8–0     | Bill Hardeman      | KO   | 1 (6)         | 20 Set 1948 | Auditorium, Providence, Rhode Island      |                                             |
| 7                                                                      | Vitória   | 7–0     | Humphrey Jackson   | KO   | 1 (6), 1:08   | 13 Set 1948 | Auditorium, Providence, Rhode Island      |                                             |
| 6                                                                      | Vitória   | 6–0     | Jimmy Weeks        | TKO  | 1 (6), 2:50   | 30 Ago 1948 | Auditorium, Providence, Rhode Island      |                                             |
| 5                                                                      | Vitória   | 5–0     | Eddie Ross         | KO   | 1 (6), 1:03   | 23 Ago 1948 | Auditorium, Providence, Rhode Island      |                                             |
| 4                                                                      | Vitória   | 4–0     | Bobby Quinn        | KO   | 3 (4), 0:22   | 9 Ago 1948  | Auditorium, Providence, Rhode Island      |                                             |
| 3                                                                      | Vitória   | 3–0     | John Edwards       | KO   | 1 (4), 1:19   | 19 Jul 1948 | Auditorium, Providence, Rhode Island      |                                             |
| 2                                                                      | Vitória   | 2–0     | Harry Bilzerian    | TKO  | 1 (4)         | 12 Jul 1948 | Auditorium, Providence, Rhode Island      |                                             |
| 1                                                                      | Vitória   | 1–0     | Lee Epperson       | KO   | 3 (4), 0:42   | 17 Mar 1947 | Valley Arena, Holyoke, Massachusetts      |                                             |